# Dwight Dissels
Dwight Dissels (Zaandam, 12 juni 1981) is een Nederlands zanger.

## Levensloop
Dissels werd geboren in Zaandam en groeide op in een christelijk gezin. Zijn vader kwam vroeg te overlijden en Dissels vond troost en kracht in de muziek en de vrome levenshouding van zijn moeder. Vanaf april 2000 besluit Dissels zijn leven te wijden aan God. Hij is sinds 2012 als jeugdwerker verbonden aan het multiculturele Maranatha Ministries in de wijk De Baarsjes in Amsterdam-West (voormalige Bethelkerk).
In 2011 startte Dissels met het project 1Heart: regelmatig georganiseerde multiculturele christelijke zangavonden met een hoog muzikaal niveau. Hij nam deel aan het zevende seizoen van The voice of Holland, waar hij afviel in de liveshows.
Na zijn deelname aan The Voice, waar hij open praatte over zijn band met Jezus, werd hij benaderd door de producenten van het muzikale paasevenement The Passion voor de rol van Jezus in de uitvoering van 2017. In juni 2018 werd bekendgemaakt dat Dissels' nieuwe single Courage gebruikt ging worden als de intromuziek van het programma Utopia 2. In 2018 is hij gastartiest bij het nationale herdenkingsconcert Bridge to Liberation Experience.
In 2020 doet Dissels mee aan het live TV evenement Scrooge Live als een van de Carol Singer's. In 2021 deed hij mee aan het televisieprogramma Onmogelijke duetten. In 2022 was Dissels te zien als secret singer in het televisieprogramma Secret Duets. In 2023 deed Dissels mee aan het televisieprogramma Avastars waar hij als tweede eindigde. In datzelfde jaar was Dissels te zien in het televisieprogramma DNA Singers waar hij samen met zijn zus Larissa zong.
In 2024 deed Dissels mee aan het televisieprogramma That's My Jam. In datzelfde jaar was hij te zien in het televisieprogramma Weet ik veel. Ook deed Dissels in 2024 mee aan het televisieprogramma Moordfeest. In 2025 was hij samen met Shirma Rouse te zien als gastdocent in het televisieprogramma Dream School.
Dissels is getrouwd en heeft drie kinderen: Naast zanger is hij financieel analist.